# T.J. Dillashaw
Tyler Jeffrey Dillashaw, mais conhecido como T.J. Dillashaw (pronuncia-se: Ti jei) (Sonora, 7 de fevereiro de 1986), é um lutador norte-americano de artes marciais mistas, e bicampeão do peso-galo do UFC. Profissional desde 2010, Dillashaw participou do reality show transmitido na Spike TV, o The Ultimate Fighter: Team Bisping vs. Team Miller.

## Carreira no MMA

### Começo da carreira
Após ser graduado pela Cal State Fullerton, Dillashaw começou à treinar MMA. O ex-Campeão Peso Pena do WEC, Urijah Faber, convidou Dillashaw para se juntar à Team Alpha Male. Dillashaw começou a treinar junto com a equipe, e acumulou um recorde amador de 2-0 antes de se tornar profissional.
Em 26 de Março de 2010, Dillashaw fez sua estreia profissional contra o também estreante, Czar Sklavos. Dillashaw usou seu wrestling para dominar a luta e conseguir uma vitória por decisão unânime. Dois meses depois, Dillashaw retornou para enfrentar Brandon Drucker, vencendo a luta por finalização no primeiro round. A luta aconteceu no Fight For Wrestling, um evento de MMA localizado na Califórnia tentando arrecadar dinheiro para financiar a Equipe Cal Poly.
Dillashaw conseguiu ainda mais duas vitórias e teve o recorde aumentado para 4-0, até entrar para a décima primeira edição do The Ultimate Fighter.

### The Ultimate Fighter
Em 2011, Dillashaw entrou para o UFC para competir no The Ultimate Fighter: Team Bisping vs. Team Miller. No primeiro episódio, ele enfrentou Matt Jaggers para garantir uma vaga na casa do Ultimate Fighter. Dillashaw derrotou Jaggers por nocaute técnico no primeiro round.
Dillashaw foi escolhido para fazer parte da Equipe Bisping, ele foi o segundo peso galo escolhido para a equipe (sétimo no total). Dillashaw derrotou Roland Delorme por finalização no round preliminar e foi para a semi-final. Na semi-final enfrentou Dustin Pague por uma vaga na final do peso galo. Dillashaw dominou Pague, conseguindo uma vitória por decisão unânime.

### Ultimate Fighting Championship
Dillashaw fez sua estréia oficial no UFC em 3 de Dezembro de 2011 em Las Vegas, Nevada no The Ultimate Fighter 14 Finale, contra John Dodson para determinar o vencedor do Peso Galo do The Ultimate Fighter 14. Dillashaw perdeu por nocaute técnico.
Dillishaw voltou ao octógono em 15 de Fevereiro de 2012 no UFC on Fuel TV: Sanchez vs. Ellenberger contra Walel Watson. Dillashaw dominou Watson usando seu wrestling superior para controla-lo no chão, com diversas tentativas de finalizações no fim da luta. Dillashaw venceu a luta por decisão unânime.
Dillashaw enfrentou Vaughan Lee em 11 de Julho de 2012 no UFC on Fuel TV: Muñoz vs. Weidman. Ele venceu por finalização no primeiro round.
Dillashaw era esperado para enfrentar Mike Easton em 8 de Dezembro de 2012 no UFC on Fox: Henderson vs. Diaz. Porém, Dillashaw foi forçado a se retirar da luta com uma lesão e foi substituído por Bryan Caraway.
Dillashaw enfrentou Issei Tamura em 16 de Março de 2013 no UFC 158. Dillashaw venceu por nocaute em 26 segundos do segundo round.
Dillashaw substituiu Francisco Rivera contra Hugo Wolverine em 20 de Abril de 2013 no UFC on Fox: Henderson vs. Melendez e venceu por nocaute técnico no primeiro round. Essa foi a segunda vitória de Dillashaw em pouco mais de um mês.
Dillashaw foi derrotado em decisão dividida e polêmica por Raphael Assunção no dia 9 de Outubro de 2013 no UFC Fight Night: Maia vs. Shields. 10 críticos especializados marcaram a vitória de TJ, e apenas 3 deram a luta para Assunção.
Dillashaw enfrentou Mike Easton em 15 de Janeiro de 2014 no UFC Fight Night: Rockhold vs. Philippou. Dillashaw venceu por decisão unânime em uma performance dominante.
Dillashaw era esperado para enfrentar o japonês Takeya Mizugaki em 24 de Maio de 2014 no UFC 173, mas após a lesão de Chris Weidman (que faria o evento principal contra Lyoto Machida) ele foi escalado para disputar o Cinturão Peso Galo do UFC contra Renan Barão no novo evento principal do mesmo evento.

#### Cinturão dos Galos do UFC
Barão entrou como amplo favorito nas casas de apostas, mas foi completamente dominado pelo americano, que venceu os 5 rounds e terminou com um nocaute técnico aos 2m36s do quinto round. T.J. lutou o tempo todo com a guarda baixa, e conseguiu um knockdown em Barão logo no primeiro round. Os rounds seguintes seguiram com o americano sendo amplamente superior, até conseguir o nocaute técnico no último assalto. T.J. levou os prêmios de performance da noite e Luta da Noite.
Segundo o site FightMetric, a superioridade de T.J. Dillashaw foi traduzida em números. Enquanto o americano acertou 140 golpes significativos, Barão encaixou menos da metade – apenas 60.
No final do combate, o apresentador Joe Rogan ainda dentro do octógono disse que a performance do T.J. foi a maior que ele já viu na organização:
| “ | Essa foi a maior performance que eu já vi em toda minha vida. Você superou todas as expectativas com essa performance. Isso foi maravilhoso, incrível. T.J. essa é simplesmente uma das performances mais refinadas da história do UFC! - | ” |

A vitória transformou Dillashaw no terceiro campeão do UFC revelado pelo TUF, ao lado de Rashad Evans e Forrest Griffin, mas apenas o Alpha Male não venceu o reality show – foi derrotado na final da 14ª temporada por John Dodson.

#### Defesas de cinturão

##### Dillashaw vs Joe Soto
A revanche entre Dillashaw e o ex-campeão Renan Barão foi imediatamente marcada pelo UFC, e programada, a principio para 30 de Agosto de 2014 no UFC 177. No entanto o brasileiro passou mal durante o corte de peso no dia da pesagem e foi substituído por Joe Soto, ex-Campeão Peso Pena do Bellator. Apesar do desafiante superar as expectativas, acabou sucumbindo em um chute de direita de T.J. aos 2:20 do último round. T.J. ganhou mais uma vez o prêmio de Performance da Noite.

##### Dillashaw vs Renan Barão 2
T.J. e Renan Barão fariam a revanche no UFC 186, no dia 25 de abril, em Montreal, após o ex-campeão Dominick Cruz se contundir novamente. Dessa vez Dillashaw entrou como favorito nas casas de apostas. No entanto, devido a uma fratura do americano, o combate foi adiado e depois remarcado para 25 de Julho de 2015 no UFC on Fox: Dillashaw vs. Barão II.
T.J. Dillashaw confirmou seu favoritismo, nocauteando mais uma vez o brasileiro. Dessa vez aos 35 segundos do quarto round, com uma sequência avassaladora. Dillashaw ganhou mais uma vez o prêmio de Performance da Noite.

##### Dillashaw vs. Dominick Cruz
Quando o ex-campeão dos galos do UFC, Dominick Cruz finalmente foi liberado pelos seus médicos para voltar a treinar, já foi colocado para enfrentar Dillashaw. A aconteceu em 17 de Janeiro de 2016 no UFC Fight Night: Dillashaw vs. Cruz. Após cinco rounds emocionantes, Dillashaw saiu derrotado por uma polêmica decisão dividida.

##### Dillashaw vs. Raphael Assunção II
Dillashaw venceu por decisão unânime o brasileiro Raphael Assunção no dia 9 de julho de 2016 em luta que ocorreu no UFC 200.
Dillashaw vs. John Lineker
Após 5 rounds de absoluto controle, Dillashaw derrotou o brasileiro no UFC 207 por decisão unânime, se reafirmando como futuro candidato ao título dos galos.
Dillashaw vs. Cody Garbrandt I
Após Cody Garbrandt se tornar campeão dos galos e criar grande rivalidade com TJ pela saída do ex-campeão da Team Alpha Male, Dillashaw o derrotou por nocaute no 2 round da luta no UFC 217 e conquistou novamente o cinturão da categoria junto do prêmio de Performance da Noite.
Dillashaw vs. Cody Garbrandt II
No UFC 227, houve a revanche do confronto, onde, Dillashaw defendeu seu cinturão nocauteando Garbrandt brutalmente no 1° round da luta e ganhando novamente o prêmio de Performance da Noite.

### Descida para o peso-mosca
Após vencer Garbrandt, demonstrou interesse em ser campeão em duas categorias e desafiou o campeão peso-mosca Henry Cejudo para uma luta em janeiro de 2019. A luta terminou com vitória de Cejudo por nocaute técnico em 32 segundos.

### Doping, suspensão e renúncia
Em março do mesmo ano, foi constatada uma substância proibida em seu exame antidoping. Como consequência, foi suspenso por um ano. Após ser notificado do resultado do exame, Dillashaw abdicou do cinturão peso-galo do UFC.

## Cartel no MMA
| Cartel no MMA   |             |            |
| 21 lutas        | 17 vitórias | 4 derrotas |
| Por nocaute     | 8           | 2          |
| Por finalização | 3           | 0          |
| Por decisão     | 6           | 2          |

| Res.    | Cartel | Oponente           | Método                                    | Evento                                  | Data       | Round | Tempo | Local                       | Notas |
| ------- | ------ | ------------------ | ----------------------------------------- | --------------------------------------- | ---------- | ----- | ----- | --------------------------- | --- |
| Derrota | 17-5   | Aljamain Sterling  | Nocaute Técnico (socos)                   | UFC 280: Oliveira vs. Makhachev         | 22/10/2022 | 2     | 3:44  | Abu Dhabi                   | Pelo Cinturão Peso Galo do UFC; Em Abril de 2023 anunciou a sua aposentadoria devido a uma lesão.                                                     |
| Vitória | 17-4   | Cory Sandhagen     | Decisão (dividida)                        | UFC on ESPN: Sandhagen vs. Dillashaw    | 24/07/2021 | 5     | 5:00  | Enterprise, Nevada          | Retornou aos Galos. |
| Derrota | 16-4   | Henry Cejudo       | Nocaute Técnico (socos)                   | UFC Fight Night: Cejudo vs. Dillashaw   | 19/01/2019 | 1     | 0:32  | Brooklyn, Nova Iorque       | Estreia nos Moscas; Pelo Cinturão Peso Mosca do UFC; Posteriormente foi flagrado no exame anti doping e foi-lhe retirado o Cinturão Peso Galo do UFC. |
| Vitória | 16-3   | Cody Garbrandt     | Nocaute Técnico (joelhada e socos)        | UFC 227: Dillashaw vs. Garbrandt II     | 04/08/2018 | 1     | 4:10  | Los Angeles, Califórnia     | Defendeu o Cinturão Peso Galo do UFC; Performance da Noite.                                                                                           |
| Vitória | 15-3   | Cody Garbrandt     | Nocaute (socos)                           | UFC 217: Bisping vs. St.Pierre          | 04/11/2017 | 2     | 2:41  | Nova Iorque, Nova Iorque    | Ganhou o Cinturão Peso Galo do UFC; Performance da Noite.                                                                                             |
| Vitória | 14-3   | John Lineker       | Decisão (unânime)                         | UFC 207: Nunes vs. Rousey               | 30/12/2016 | 3     | 5:00  | Las Vegas, Nevada           | |
| Vitória | 13-3   | Raphael Assunção   | Decisão (unânime)                         | UFC 200: Tate vs. Nunes                 | 09/07/2016 | 3     | 5:00  | Las Vegas, Nevada           | |
| Derrota | 12-3   | Dominick Cruz      | Decisão (dividida)                        | UFC Fight Night: Dillashaw vs. Cruz     | 17/01/2016 | 5     | 5:00  | Boston, Massachusetts       | Perdeu o Cinturão Peso Galo do UFC; Luta da Noite. |
| Vitória | 12-2   | Renan Barão        | Nocaute Técnico (socos)                   | UFC on Fox: Dillashaw vs. Barão II      | 25/07/2015 | 4     | 0:35  | Chicago, Illinois           | Defendeu o Cinturão Peso Galo do UFC. Performance da Noite                                                                                            |
| Vitória | 11-2   | Joe Soto           | Nocaute (chute na cabeça e soco)          | UFC 177: Dillashaw vs. Soto             | 30/08/2014 | 5     | 2:20  | Sacramento, California      | Defendeu o Cinturão Peso Galo do UFC. Performance da Noite.                                                                                           |
| Vitória | 10-2   | Renan Barão        | Nocaute Técnico (chute na cabeça e socos) | UFC 173: Barão vs. Dillashaw            | 24/05/2014 | 5     | 2:26  | Las Vegas, Nevada           | Ganhou o Cinturão Peso Galo do UFC. Luta e Performance da Noite.                                                                                      |
| Vitória | 9-2    | Mike Easton        | Decisão (unânime)                         | UFC Fight Night: Rockhold vs. Philippou | 15/01/2014 | 3     | 5:00  | Duluth, Georgia             | |
| Derrota | 8-2    | Raphael Assunção   | Decisão (dividida)                        | UFC Fight Night: Maia vs. Shields       | 09/10/2013 | 3     | 5:00  | Barueri                     | Luta da Noite. |
| Vitória | 8-1    | Hugo Wolverine     | Nocaute Técnico (socos)                   | UFC on Fox: Henderson vs. Melendez      | 20/04/2013 | 1     | 4:22  | San Jose, California        | |
| Vitória | 7-1    | Issei Tamura       | Nocaute (joelhada e socos)                | UFC 158: St. Pierre vs. Diaz            | 16/03/2013 | 2     | 0:26  | Montreal, Quebec            | |
| Vitória | 6-1    | Vaughan Lee        | Finalização (pressão no pescoço)          | UFC on Fuel TV: Muñoz vs. Weidman       | 11/07/2012 | 1     | 2:33  | San Jose, California        | |
| Vitória | 5-1    | Walel Watson       | Decisão (unânime)                         | UFC on Fuel TV: Sanchez vs. Ellenberger | 15/02/2012 | 3     | 5:00  | Omaha, Nebraska             | |
| Derrota | 4-1    | John Dodson        | Nocaute Técnico (socos)                   | The Ultimate Fighter 14 Finale          | 03/12/2011 | 1     | 1:54  | Las Vegas, Nevada           | Estreia no UFC; Perdeu o The Ultimate Fighter 14. |
| Vitória | 4-0    | Taylor McCorriston | Nocaute Técnico (socos)                   | Capitol Fighting Championships 1        | 20/11/2010 | 3     | 1:07  | Sacramento, California      | |
| Vitória | 3-0    | Mike Suarez        | Finalização (mata leão)                   | Rebel Fighter 11                        | 02/10/2010 | 1     | 2:42  | Roseville, California       | |
| Vitória | 2-0    | Brandon Drucker    | Finalização (mata leão)                   | Fight for Wrestling 1                   | 22/05/2010 | 1     | 2:46  | San Luis Obispo, California | |
| Vitória | 1-0    | Czar Sklavos       | Decisão (unânime)                         | King of the Cage 182                    | 26/03/2010 | 3     | 5:00  | Reno, Nevada                | |